# Четвёртая Речка
Четвёртая Речка — река на полуострове Камчатка. Протекает по территории Елизовского района Камчатского края России.
Длина реки — 10 км. Берёт исток с юго-восточного склона горы Зубчатая (вулканический массив Большой Семячик, протекает на юго-восток до впадения в бухту Тихая Кроноцкого залива.
Название в переводе с ительменского Кенмен-кыг — «река с крутыми обрывистыми берегами».

## Данные водного реестра
По данным государственного водного реестра России относится к Анадыро-Колымскому бассейновому округу.